# Oxymacaria palliata
Oxymacaria palliata är en fjärilsart som beskrevs av George Francis Hampson 1891. Oxymacaria palliata ingår i släktet Oxymacaria och familjen mätare. Inga underarter finns listade i Catalogue of Life.